# Alnus mandshurica
Alnus mandshurica là một loài thực vật có hoa trong họ Betulaceae. Loài này được (Callier) Hand.-Mazz. mô tả khoa học đầu tiên năm 1932.

## Hình ảnh

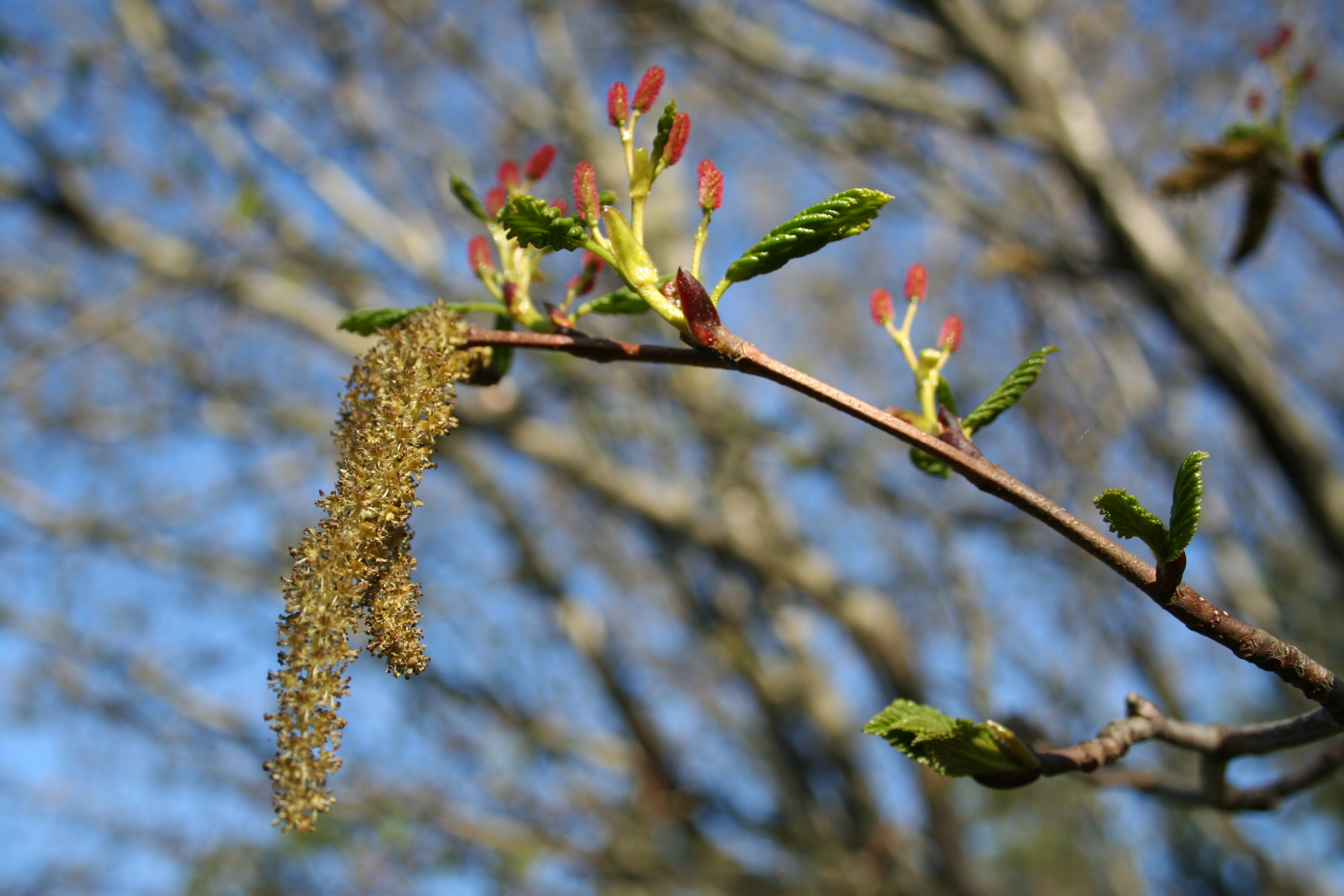
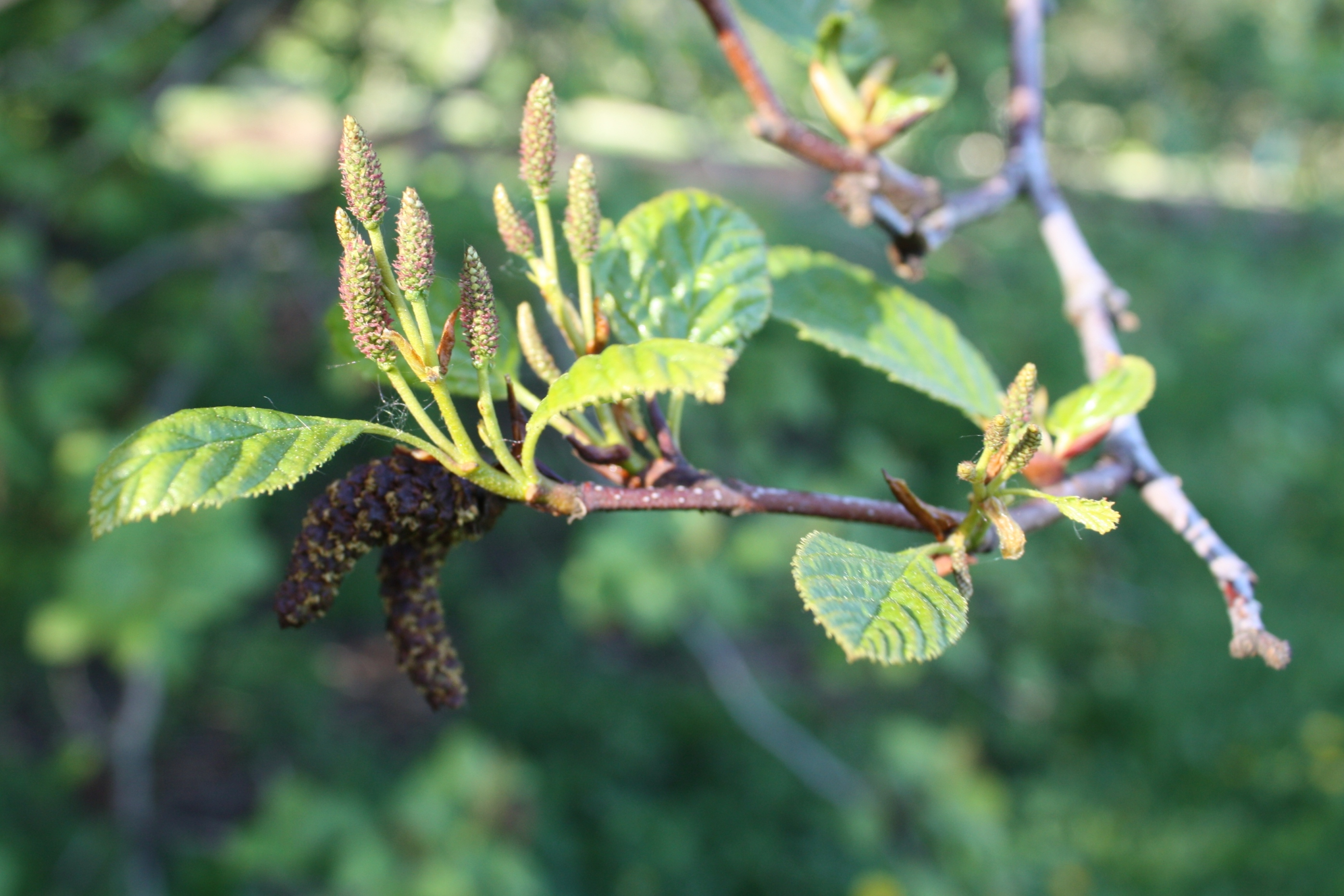
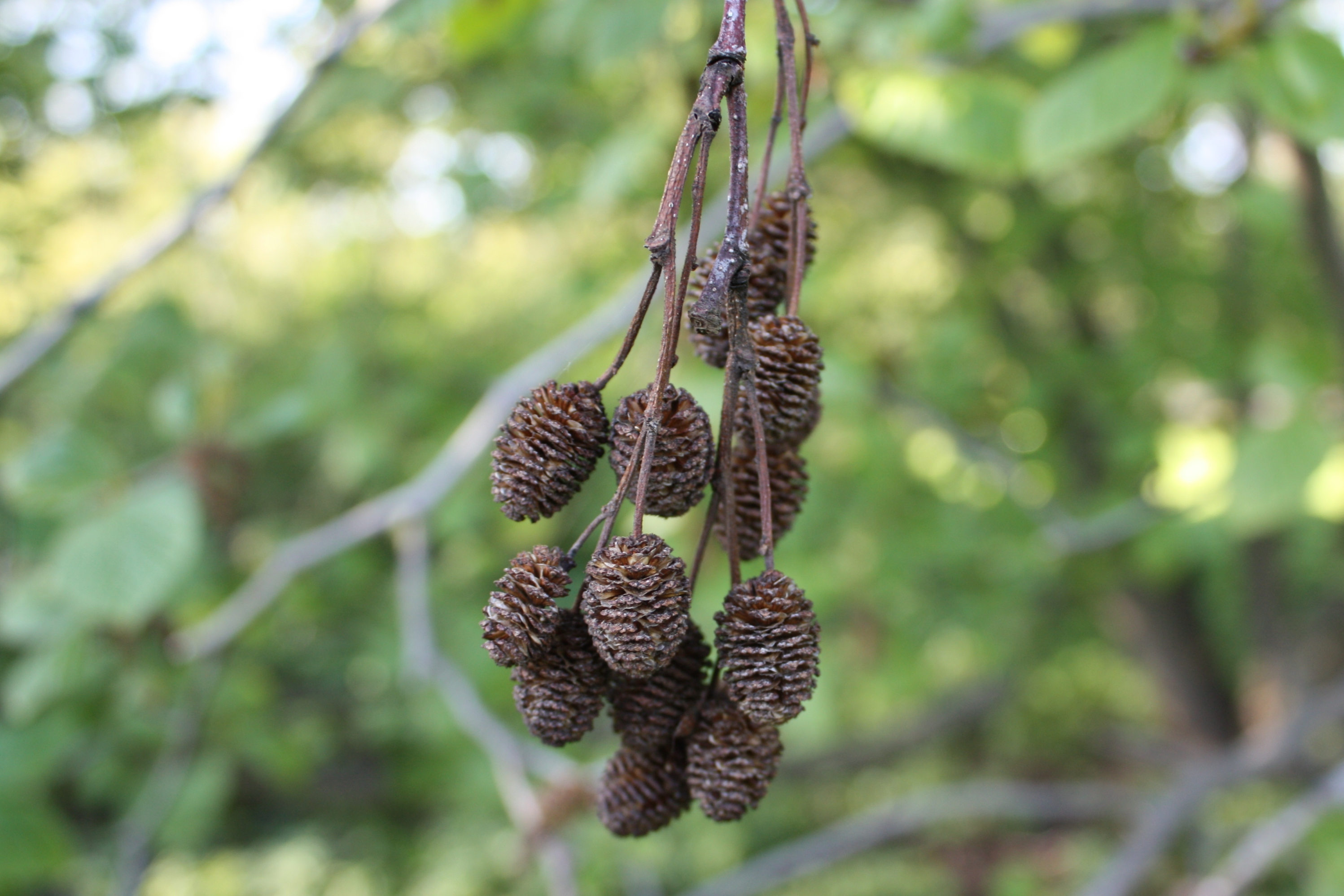
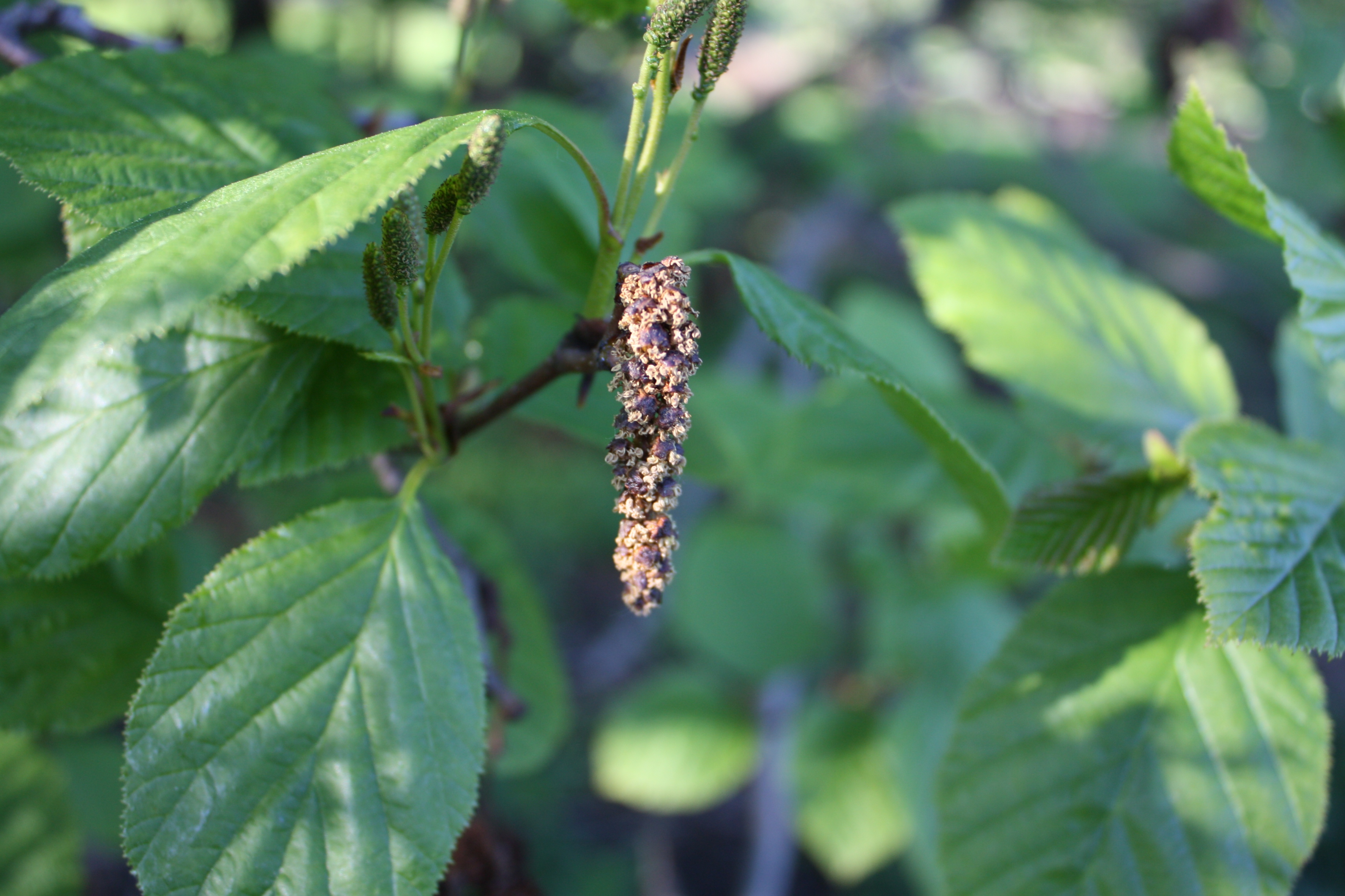